# Gary Pihl
Gary Pihl (21 novembre 1950) è un chitarrista statunitense.
È famoso per essere il chitarrista dei Boston, nonché per la sua lunga collaborazione con Sammy Hagar.
Comincia a suonare la chitarra fin dall'adolescenza, suonando in vari gruppi. Nel 1969 è nei "Day Blindness", con i quali realizza il disco omonimo.

Nel 1977 si unisce alla band di Sammy Hagar. In quel periodo conosce Tom Scholz, in quanto più volte Hagar aveva aperto i concerti per i Boston alla fine degli anni settanta.

Quando nel 1985 Hagar entra nei Van Halen, Pihl riceve la chiamata di Scholz, alle prese con le registrazioni di Third Stage. Inizia tra loro un'intensa collaborazione, sia sotto il profilo musicale che tecnico, tanto che Pihl ebbe un ruolo anche nella Scholz Research & Development, Inc., la società di Scholz.

## Discografia

### Con i Day Blindness
- 1969 - "Day Blindness"

### Con Sammy Hagar

#### Studio
- 1978 - "Musical Chairs"
- 1979 - "Street Machine"
- 1980 - "Danger Zone"
- 1981 - "Standing Hampton"
- 1982 - "Three Lock Box"
- 1984 - "VOA"

#### Live
- 1978 - "All Night Long"
- 1983 - "Live 1980"

#### Raccolte
- 1982 - "Rematch"

### Con i Boston

#### Studio
- 1986 - "Third Stage"
- 1994 - "Walk On"
- 2002 - "Corporate America"

#### Raccolte
- 1996 - "Greatest Hits"